# Тернослива
Терносли́ва — плодовый кустарник или дерево из рода Слива (Prunus) семейства Розовые (Rosaceae). В настоящее время считается подвидом сливы домашней (Prunus domestica) — Prunus domestica subsp. insititia.

## Ботаническое описание
Тернослива — крупный листопадный кустарник или небольшое дерево, не превышающее 6 м в высоту, нередко колючее. Молодые ветки коричневые, на протяжении первого года заметно опушённые, затем становящиеся чёрно-коричневыми.
Листья в очертании обратнояйцевидные или эллипсоидные, 3—8 см длиной и 2—4 см шириной, сужающиеся к основанию, с заострённым или притупленным концом, бархатистые, затем оголяющиеся, тёмно-зелёные, с заметными жилками. Край пластинки мелко- и тупозубчатый. Черешки опушённые. Прилистники линейные, заострённые.
Цветки одиночные или собранные в 2—3 в зонтичные соцветия. Чашелистики продолговатые. Лепестки широкообратнояйцевидные, белого цвета, с сиреневатыми прожилками. Тычинки в количестве 20—25. Завязь голая.
Плод — яйцевидная, к одному концу заострённая костянка до 4 см в диаметре зелёного цвета, при созревании становящаяся фиолетово-чёрной. Эндокарпий почти гладкий. Мякоть жёлто-зелёная, сочная.

## Ареал
Родина терносливы — Юго-Западная Азия и Южная Европа. Натурализовалась от Дальнего Востока России до Центральной Европы и западной Франции. Выращивается в качестве плодового дерева в Европе, Западной Азии, Индии, Северной Африке и Северной Америке.

## Таксономия

### Гибриды
При скрещивании терносливы (Prunus domestica subsp. insititia) с дикой сливой (Prunus domestica subsp. domestica) получается ренклод (Prunus domestica subsp. italica (Borkh.) Gams ex Hegi, 1923).

### Синонимы
- Druparia insititia (L.) Clairv., 1811
- Prunus ambigua Salisb., 1796
- Prunus armenioides Liegel, 1841
- Prunus caerulea M.Roem., 1847
- Prunus damsonia M.Roem., 1847
- Prunus domestica var. insititia (L.) Fiori & Paol., 1898
- Prunus floribunda Weihe, 1826
- Prunus insititia L., 1755basionym
- Prunus nigra Rchb., 1832, nom. illeg.
- Prunus sativa subsp. insititia (L.) Rouy & E.G.Camus, 1900